# James Spader
James Todd Spader (Boston, 7 de febrer de 1960) és un actor de culte estatunidenc guanyador de tres premis Emmy. Els seus papers són reconeguts pels seus particulars tocs excèntrics i dramàtics en les seues pel·lícules, com és ara Sex, Lies, and Videotape (cinta per la qual va guanyar un premi al Festival de Canes), especialment els films Dream Lover i Secretary.

## Biografia
És fill del matrimoni entre James Todd Spader i Jean Spader, tots dos mestres d'escola. Quan estava a punt de començar la universitat James va abandonar en el novè grau per anar-se'n a Nova York i estudiar interpretació en el Michael Chekhov Studio, aconseguint debutar al cinema amb Team-Mates (1978), una comèdia que seria continuada per Endless Love (1981), drama romàntic dirigit per Franco Zeffirelli. El seu verdader començament en un paper principal va ser en Pretty in Pink.
Cridant l'atenció per la bona aparença i carisma i les actuacions en Endless Love i Pretty in Pink va actuar en diverses cintes posteriors amb notable solidesa de traça molt psicològica i excèntrica, interpretant a personatges joves de bona família, educats, carismàtics i inquisitius que es veuen involucrats en situacions obscures i complexes.
Alguns dels films que més representen el carisma de Spader són Bad Influence, amb Rob Lowe (1990) en la qual encarna a un jove advocat que és manipulat per un fals amic envers obscurs passatges de maldat. En el dens film Crash (1996) realitza escenes de sexe explícit i a més a més algunes escenes de tendència homosexual.
Altres llargmetratges, com ara Dream Lover (1993) junt a Mädchen Amick i Secretary (2002), hi contenen un estil més desenvolupat de James Spader.
A l'any 2001èhi participà en la pel·lícula Stickup endinsant-se en el gènere d'acció.
Va liderar el repartiment més recent l'any 2003 del creador i productor David E. Kelley a la sèrie The Practice, actuació que li va valdre un Premi Emmy. Actualment protagonitza junt a William Shatner la sèrie Boston Legal (també de Kelly), spin-off de The Practice. Per aquesta sèrie també va guanyar el Premi Emmy al millor actor principal en drama, cosa que li fa esdevenir primer actor a guanyar el mateix premi interpretant al mateix personatge en diferents sèries.
Malgrat que deixà els estudis en novè grau, actualment se li reconeix com un dels millors actors de culte de la seua generació, guanyant-hi aclamacions en la crítica.

## Vida personal
James Spader va estar casat amb la decoradora Victoria Wheel des de 1987 fins a 1998, any en què es va divorciar; d'aquesta unió van nàixer dos nois: Elijah y Sebastian. Actualment està unit a l'actriu Leslie Stefanson, amb la qual té una filla.

## Filmografia
| - Endless Love (1981) - Starcrossed (1985) - The New Kids (1985) - Tuff Turf (1985) - Pretty in Pink (1986) - Baby Boom (1987) - Less Than Zero (1987) - Maniquí (Mannequin) (1987) - Wall Street (1987) - El retorn d'en Jack (Jack's Back) (1988) - The Rachel Papers (1989) - Sex, Lies, and Videotape (1989) - Males influències (Bad Influence) (1990) - White Palace (1990) - True Colors (1991) - El pes de la corrupció (Storyville) (1992) - Bob Roberts (1992) - The Music of Chance (1993) | - L'amant ideal (1994) amb Mädchen Amick - Llop (Wolf) (1994) - Stargate (1994) - 2 Days in the Valley (1996) - Crash (1996) - Xantatge a Tulsa (Keys to Tulsa) (1997) - Driftwood (1997) - Crida a escena (Curtain Call) (1997) - En estat crític (Critical Care) (1997) - Supernova: La fi de l'univers (Supernova) (2000) - Slow Burn (2000) - Joc assassí (The Watcher) (2000) - Stickup (2001) - Speaking of Sex (2001) - Secretary (2002) - I Witness (2003) - The Pentagon Papers (2003) on actua Daniel Ellsberg - Alien Hunter (2003) - Shadow of Fear (2004) |